# بابکن کولوزیان
بابکن آدامی کولوزیان (ارمنی: Բաբկեն Ադամի Քոլոզյան؛  زادهٔ ۲۱ فوریهٔ ۱۹۰۹ - درگذشته ۳۰ اوت ۱۹۹۴) نقاش و کارشناس آموزشی اهل ارمنستان بود. وی بین سال‌های - تا - میلادی فعالیت می‌کرد.

## زندگی‌نامه
وی در ۲۱ فوریهٔ ۱۹۰۹ در ایروان به دنیا آمد و از آکادمی امپریال هنر فارغ‌التحصیل گشت. وی همچنین برندهٔ جوایزی همچون چهره هنری شایسته ارمنستان شوروی (۱۹۶۱) و مدال کارگر ممتاز شده‌است. وی در ۳۰ اوت ۱۹۹۴ در سن ۸۵ سالگی در ایروان درگذشت.

## آثار
آثار بابکن کولوزیان در نگارخانه ملی ارمنستان، موزه تاریخ ارمنستان، موزه هنر و ادبیات چارنتس و موزه دولتی هنرهای خاوری نگهداری می‌شود